# Valencia Basket Club
Der Valencia Basket Club (kurz: Valencia Basket) ist ein spanischer Basketballverein aus Valencia, der in der spanischen Liga ACB und der EuroLeague spielt.

## Geschichte
Der Basketballverein Valencia Basket Club löste sich 1986 vom Fußballverein FC Valencia, dem sie bis zu diesem Zeitpunkt als Basketballsektion dienten, und schrieb sich als unabhängiger Verein ein. Die erste Mannschaft spielte damals in der zweiten Division. In der Saison 1987/88 gelang bereits der Aufstieg in die Liga ACB, aus der die Mannschaft bis auf die Saison 1995/96, die man erneut in der zweiten Spielklasse verbrachte, nicht mehr abgestiegen ist.
Die ersten großen Erfolge erreichte der Klub Ende der 1990er Jahre. In der Saison 1997/98 qualifizierte sich das Team erstmals in der Vereinsgeschichte für den spanischen Pokal und konnte diesen völlig überraschend gewinnen. Nach Siegen gegen TAU Vitoria und Fórum Valladolid im Viertel- und Halbfinale, setzten sich die Valencianer im Endspiel mit 89:75 gegen Festina Joventut durch. Der Titelerfolg berechtigte auch erstmals zur Teilnahme an einem internationalen Bewerb, dem Saporta Cup 1998/99. Hier erreichte Pamesa Valencia, wie der Klub zu jener Zeit hieß, das Endspiel, unterlag dort jedoch Benetton Treviso knapp mit 60:64.
Nach weiteren Finalteilnahmen im spanischen Pokal 1999/2000 und im Saporta Cup 2001/02 folgte in der Saison 2002/03 der nächste große Erfolg. In der ersten Austragung des neu geschaffenen ULEB Cup, dem zweithöchsten europäischen Bewerb für Vereinsmannschaften, setzte sich das Team in der K.-o.-Phase gegen RheinEnergie Köln, KK Zadar und CB Estudiantes durch und erreichte das Endspiel, wo die Spanier KK Krka Novo mesto besiegten und ihre erste internationale Trophäe eroberten. Auch in der spanischen Meisterschaft erreichte der Club das Final-Play-off, verlor dort jedoch gegen den FC Barcelona.
Der nächste große Erfolg sollte in der 2009/10 erneut auf internationaler Bühne folgen. Beim Eurocup erreichte Valencia erneut die Finalrunde, setzte sich dort im Viertel- und Halbfinale jeweils gegen Aris Thessaloniki und Bizkaia Bilbao Basket durch und traf im Endspiel auf Alba Berlin. Durch einen deutlichen 67:44-Erfolg gegen den deutschen Vertreter, eroberte Valencia seinen zweiten internationalen Titel. In der Saison 2011/12 erreichte Valencia Basket Club zum bereits fünften Mal das Endspiel eines europäischen Bewerbes, beim Eurocup unterlag man jedoch mit 68:77 gegen die russische Mannschaft BK Chimki. In der Saison 2013/14 gewann Valencia BC zum dritten Mal den EuroCup und ist seitdem Rekordsieger dieses Wettbewerbs. Durch den Erfolg startet das Team in der Spielzeit 2014/15 in der EuroLeague.
2019 konnte der Club zum vierten Mal den EuroCup gewinnen. Im Finale bezwang man Alba Berlin nach drei Finalspielen.
Nach der Saison 2023/24 wechselte der Valencia Basket Club von der EuroLeague in den EuroCup. Zur Saison 2025/26 kehrt der Club mit einer dreijährigen Wildcard in die Liga zurück.
Zur Saison 2025/26 wechselt der Club vom Pabellón Fuente de San Luis mit 9.000 Plätzen in die Roig Arena mit maximal 18.500 Plätzen (15.600 beim Basketball).

## Aktueller Kader
| Nr. | Nat.                    | Name                   | Position | Geburt     | Größe  | Info |
| --- | ----------------------- | ---------------------- | -------- | ---------- | ------ | ---- |
| 0   | Senegal                 | Brancou Badio          | Guard    | 17.02.1999 | 191 cm |      |
| 2   | Spanien                 | Josep Puerto           | Guard    | 08.03.1999 | 202 cm |      |
| 3   | /                       | Nate Reuvers           | Forward  | 30.09.1998 | 209 cm |      |
| 4   | Spanien                 | Jaime Pradilla         | Center   | 03.01.2001 | 205 cm |      |
| 5   | Spanien                 | Sergio de Larrea       | Guard    | 04.12.2005 | 198 cm |      |
| 6   | Spanien                 | Xabier López-Arostegui | Guard    | 19.05.1997 | 200 cm |      |
| 8   | Dominikanische Republik | Jean Montero           | Guard    | 03.07.2003 | 188 cm |      |
| 22  | /                       | Ethan Happ             | Center   | 07.05.1996 | 206 cm |      |
| 24  | /                       | Matt Costello          | Center   | 05.08.1993 | 208 cm |      |
| 77  | Vereinigte Staaten      | Nate Sestina           | Forward  | 12.05.1997 | 203 cm |      |
|     | Vereinigte Staaten      | Omari Moore            | Guard    | 18.09.2000 | 198 cm |      |
|     | Vereinigte Staaten      | Kameron Taylor         | Guard    | 05.10.1994 | 198 cm |      |
|     | /                       | Darius Thompson        | Guard    | 04.05.1995 | 193 cm |      |
|     | Frankreich              | Neal Sako              | Forward  | 13.08.1998 | 210 cm |      |
|     | /                       | Yankuba Sima           | Center   | 28.07.1996 | 209 cm |      |
|     | Spanien                 | Isaac Nogués           | Guard    | 10.02.2004 | 195 cm |      |

| Nat.    | Name           | Position   |
| ------- | -------------- | ---------- |
| Spanien | Pedro Martínez | Head Coach |

| Abk. | Bedeutung                       |
| ---- | ------------------------------- |
| Nr.  | Trikotnummer                    |
| Nat. | Nationalität                    |
| C    | Mannschaftskapitän              |
| S    | Suspension                      |
|      | Verletzungsbedingte Inaktivität |

## Namen

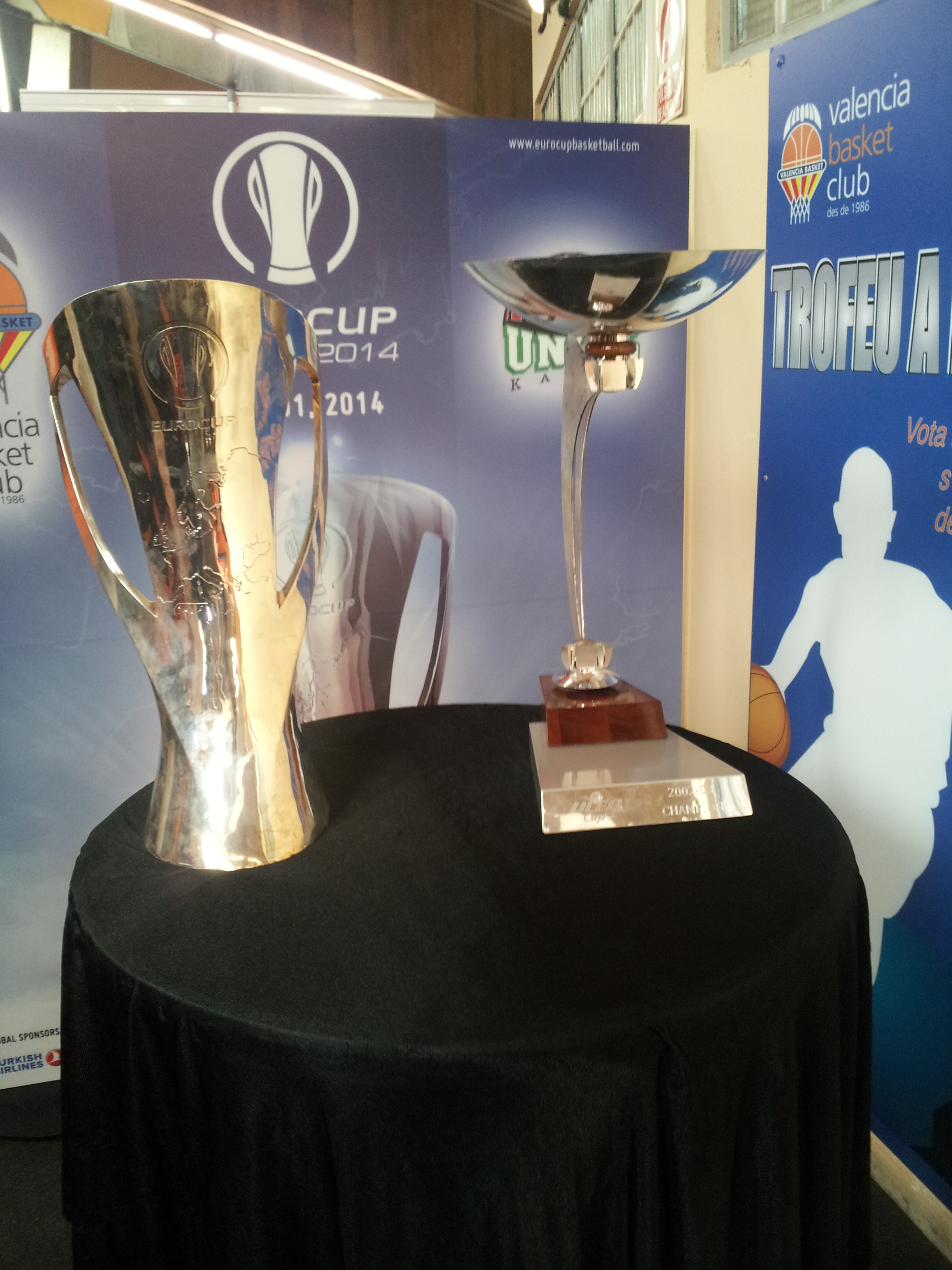
Valencia BC ist Rekordsieger des Eurocups

Die Mannschaft trug aufgrund von unterschiedlichen Sponsoren im Laufe der Geschichte mehrere Namen, der bekannteste ist wohl Pamesa Valencia, den das Team 22 Jahre lang führte.
- Valencia-Hoja del Lunes: 1986–1987
- Pamesa Valencia: 1987–2009
- Power Electronics Valencia: 2009–2011
- Valencia Basket Club: seit 2011

## Spielstätten
Der Club trägt seine Partien seit 1987 im 1983 eingeweihten Pabellón Fuente de San Luis aus. Anfänglich mit 5000 Plätzen, wurde die Arena 1994 auf 9000 Plätze ausgebaut. Eine neue Mehrzweckhalle mit Namen Roig Arena, neben der jetzigen Halle, ist in Planung. Sie soll 280 Mio. Euro kosten, maximal 18.500 Plätze bieten und damit die größte Mehrzweckarena des Landes werden. Beim Basketball ist die Kapazität von 15.600 Zuschauern geplant. Die Finanzierung übernahm der Vereinsmäzen Juan Roig. Im Sommer 2020 begannen die Bauarbeiten und sollen nach Verzögerungen zur Saison 2025/26 fertiggestellt sein.

## Erfolge

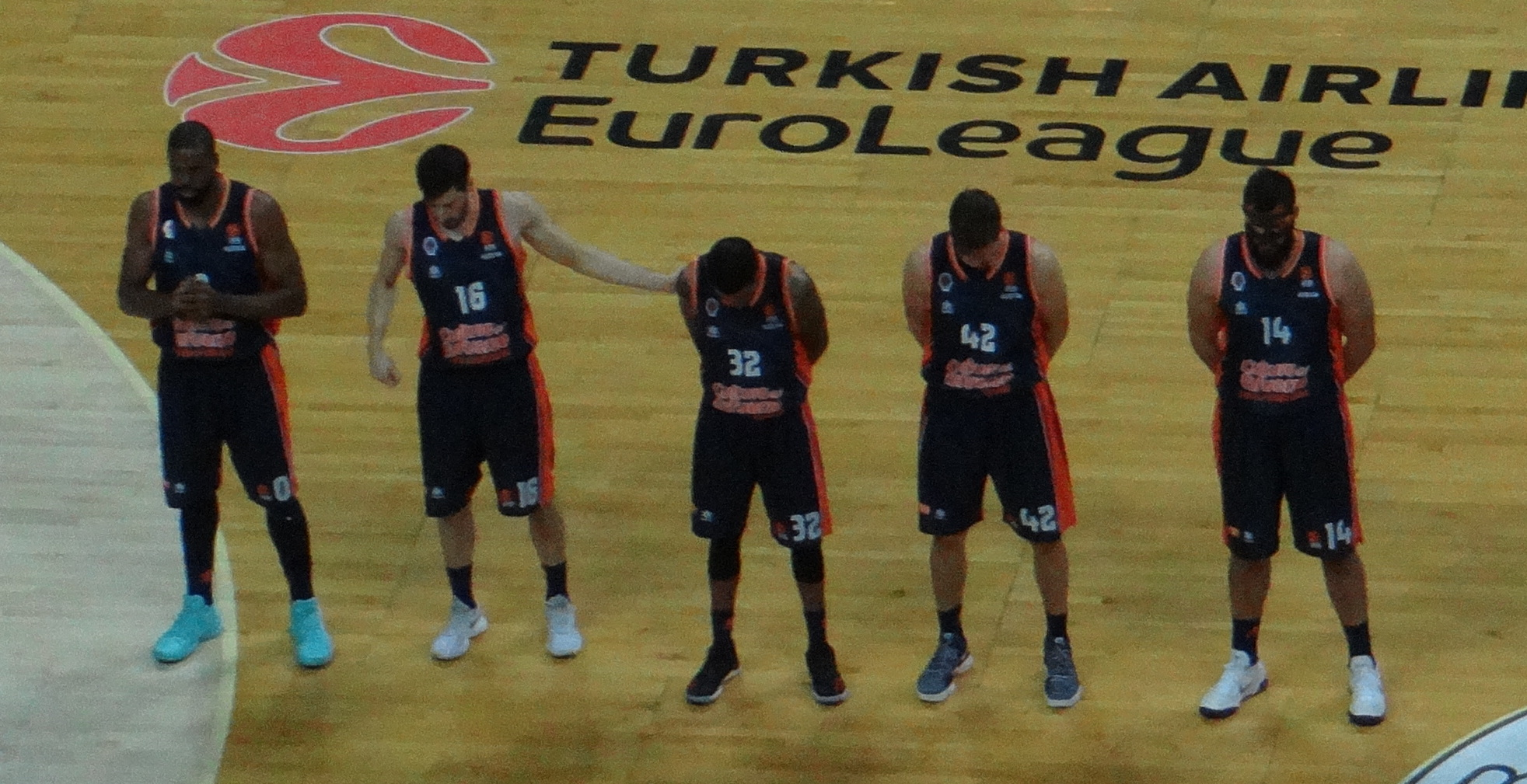
EuroLeague 2017/18

- 4 × ULEB Cup/EuroCup-Sieger: 2002/03, 2009/10, 2013/14, 2018/19
  - 2 × Finalist: 2011/12, 2016/17
- 1 × Spanischer Pokalsieger: 1997/98
  - 4 × Finalist: 1999/2000, 2005/06, 2012/13, 2016/17
- 1 × Spanischer Meister: 2016/17
  - 1 × Vizemeister: 2002/03
- Saporta Cup:
  - 2 × Finalist: 1999, 2002

## Nicht mehr zu vergebende Trikotnummern
- 11:  Nacho Rodilla – Point Guard – 1994–2003
- 15:  Víctor Luengo – Shooting Guard / Small Forward – 1992–2007

## Bekannte Spieler
| - Vule Avdalović - Andrew Betts - Nik Caner-Medley - Brian Cardinal - Víctor Claver - Nando de Colo - Omar Cook - Francisco Elson - Robertas Javtokas - Thomas Kelati | - Marko Kešelj - Rawle Marshall - Darryl Middleton - Matthew Nielsen - Fabricio Oberto - Ademola Okulaja - Florent Piétrus - Marko Popović - Igor Rakočević - Željko Rebrača | - Jeremy Richardson - Antoine Rigaudeau - Nacho Rodilla - Johnny Rogers - Duško Savanović - Tornike Schengelia - Tiago Splitter - Jón Arnór Stefánsson - Dejan Tomašević - Shammond Williams |